# Antonio Barijho
Antonio Daniel Barijho (Buenos Aires, 18 de março de 1977) é um ex-futebolista argentino.
Se destacou no Boca Juniors, onde ganhou quatro Campeonatos Argentinos (três títulos do Apertura e um do Clausura), e também no time suíço do Grasshopper, onde conquistou um título nacional.  